# アダムズ郡 (ペンシルベニア州)
アダムズ郡（英: Adams County）は、アメリカ合衆国ペンシルベニア州の郡である。人口は10万3852人（2020年）。郡庁所在地はゲティスバーグ・ボロであり、同郡で人口最大の町である。
アダムズ郡はその全体でゲティスバーグ小都市圏を構成している。1800年1月22日に、ヨーク郡から分離して設立された。郡名は設立当時の第2代アメリカ合衆国大統領ジョン・アダムズに因んで名付けられた。

## 政治
アダムズ郡はアメリカ合衆国下院議員ペンシルベニア州第4選挙区に属し、2013年時点では共和党議員を選出している。ペンシルベニア州議会上院では第33選挙区に属しており、下院では第91および第193選挙区に属している。2013年時点で上院は共和党、下院は共和党2人が独占している。

## 地理

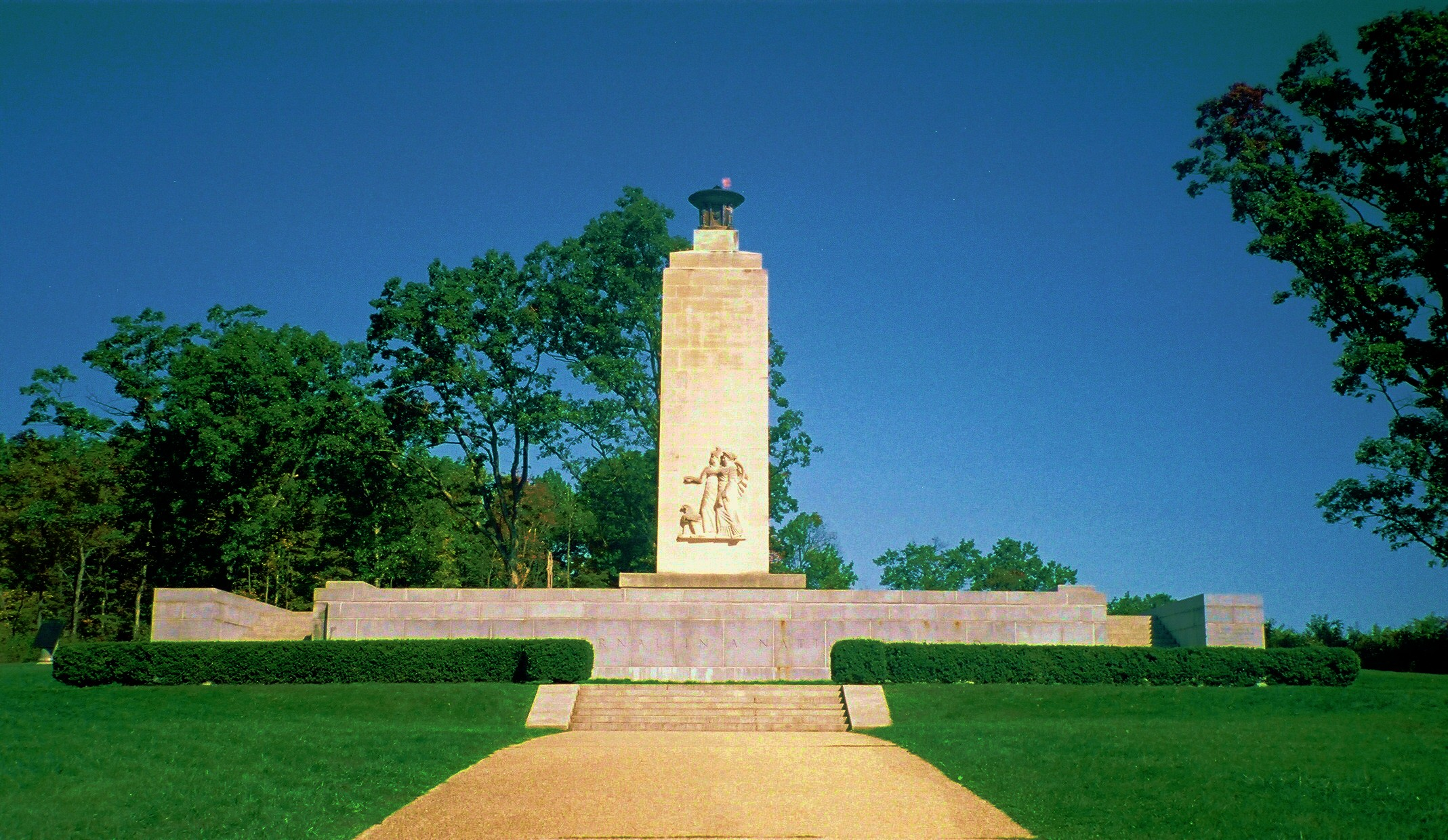
ゲティスバーグの古戦場にある永遠の火平和記念碑

アメリカ合衆国国勢調査局に拠れば、郡域全面積は522平方マイル (1,352 km2)であり、このうち陸地520平方マイル (1,347 km2)、水域は2平方マイル (5.2 km2)で水域率は0.29%である。ゲティスバーグ・ボロが郡の中央にある。その三方をゲティスバーグ国立軍事公園に囲まれている。その南端にはアイゼンハワー国立歴史史跡がある。郡の大半は田園部であり、ゲティスバーグ・ボロには19世紀半ばに造られた放射状道路が現在も機能している。また、2本の環状路がある。1本はゲティスバーグ・ボロから約10キロメートルの距離にある。もう1本は約20キロメートルにある。このスポークと車輪の形がアメリカ合衆国東部での中心地理論の1例となっている。

### 交通

#### 空港
アダムズ郡に商業航空便は運航されておらず、一般用途空港の利用に限られている。定期便のある最も近い空港は、メリーランド州ヘイガーズタウンのヘイガーズタウン地域空港、ハリスバーグのハリスバーグ国際空港、ランカスターのランカスター空港となっている。

#### 公共交通機関
アダムズ分の公共バス交通はアダムズ郡交通公社が運行している。

#### 主要高規格道路
郡内に州間高速道路は無い。

##### アメリカ国道
アメリカ国道15号線、ゲティスバーグの南で郡内に入る、産業道路15号線（エミッツバーグ道路）がゲティスバーグに入り、国道15号線はゲティスバーグを迂回している。ヨークスプリングスを通って郡内を過ぎるとヨーク郡のディルズバーグに入る
- アメリカ国道30号線、歴史あるリンカーン・ハイウェイ

##### ペンシルベニア州道
- ペンシルベニア州道234号線
- ペンシルベニア州道116号線
- ペンシルベニア州道134号線
- ペンシルベニア州道97号線
- ペンシルベニア州道94号線
- ペンシルベニア州道34号線
- ペンシルベニア州道194号線

### 隣接する郡
- カンバーランド郡 - 北
- ヨーク郡 - 東
- キャロル郡 (メリーランド州)- 南東
- フレデリック郡 (メリーランド州) - 南西
- フランクリン郡 - 西

### 国立保護地域
- アイゼンハワー国立歴史史跡
- ゲティスバーグ国立軍事公園

## 人口動態
以下は2010年国勢調査による人口統計データである。
| 基礎データ - 人口: 101,407人 - 世帯数: 33,652 世帯 - 家族数: 24,767 家族 - 人口密度: 75人/km2（194人/mi2） - 住居数: 35,831軒 - 住居密度: 27軒/km2（69軒/mi2） 人種別人口構成 - 白人: 95.39% - アフリカン・アメリカン: 1.21% - ネイティブ・アメリカン: 0.20% - アジア人: 0.49% - 太平洋諸島系: 0.02% - その他の人種: 1.71% - 混血: 0.97% - ヒスパニック・ラテン系: 3.64% 先祖による構成 - ドイツ系：42.7% - アメリカ人：14.1% - アイルランド系：8.5% - イギリス系：7.1% | 言語による構成 - 英語：95.0% - スペイン語：3.6% 年齢別人口構成 - 18歳未満: 24.9% - 18-24歳: 9.2% - 25-44歳: 28.9% - 45-64歳: 23.0% - 65歳以上: 13.9% - 年齢の中央値: 37歳 - 性比（女性100人あたり男性の人口） - 総人口: 96.3 - 18歳以上: 93.8 世帯と家族（対世帯数） - 18歳未満の子供がいる: 33.7% - 結婚・同居している夫婦: 61.1% - 未婚・離婚・死別女性が世帯主: 8.5% - 非家族世帯: 26.4% - 単身世帯: 21.3% - 65歳以上の老人1人暮らし: 9.2% - 平均構成人数 - 世帯: 2.61人 - 家族: 3.02人 |

アダムズ郡はモルモン教徒が人口の1%いることで、州内2郡の1つである。

## 都市と町

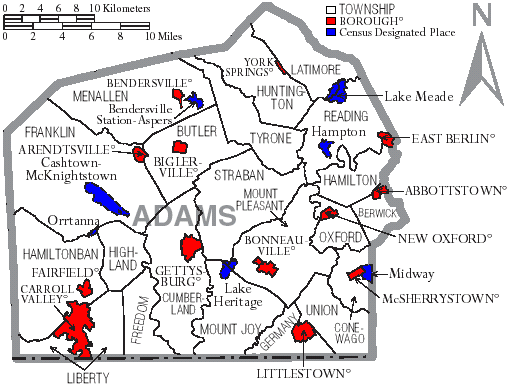
アダムズ郡の自治体、ボロは赤、タウンシップは白、国勢調査指定地域は青

ペンシルベニア州法の下では4種類の自治体がある。市、町、ボロ、タウンシップである。

### ボロ
- アボッツタウン
- アレンツビル
- ベンダーズビル
- ビグラービル
- ボンノービル
- キャロルバレー
- イーストバーリン
- フェアフィールド
- ゲティスバーグ（郡庁所在地）
- リトルズタウン
- マクシェリーズタウン
- ニューオックスフォード
- ヨークスプリングス

### タウンシップ
| - バーウィック - バトラー - コーンウェゴ - カンバーランド - フランクリン - フリーダム - ジャーマニー | - ハミルトン - ハミルトンバン - ハイランド - ハンティントン - ラティモア - リバティ - メナレン | - マウントジョイ - マウントプレザント - オックスフォード - レディング - ストラバン - タイロン - ユニオン |

### 国勢調査指定地域
国勢調査指定地域はアメリカ合衆国国勢調査局が人口統計データを取るために設定した地域である。州法の下では実際の司法権が及ぶ範囲ではない。村などその他の未編入領域も下記に挙げる。
| - アスパーズ - キャッシュタウン - フローラデール - ガードナーズ - ハンプトン | - ハイドラーズバーグ - ハンターズタウン - アイダビル - レイクヘリテージ - レイクミード | - ミッドウェイ - マックナイツタウン - オータナ - テーブルロック |

## 教育

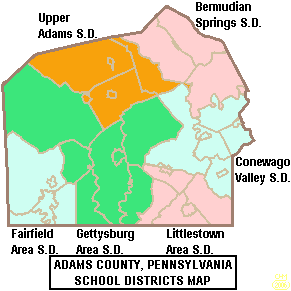
アダムズ郡教育学区の区分図

### 高等教育機関
- ゲティスバーグ・カレッジ（英語版）
- ルーテル神学大学ゲティスバーグ校（英語版）

### コミュニティカレッジ
- ハリスバーグ地域コミュニティカレッジ（英語版）

### 公共教育学区
州内に約500ある高校のある教育学区は、生徒の数学、読み、書きの試験成績3年分によってランク付けされる。2012年と2008年のランクを学区名の後に示す
- バミューディアンスプリング教育学区 – 2012年は第350位、2008年は第289位
- コーンウェゴバレー教育学区 – 2012年は第310位、2008年は第330位
- フェアフィールド地域教育学区 – 2012年は第332位、2008年は第410位
- ゲティスバーグ地域教育学区 – 2012年は第180位、2008年は第318位
- リトルズタウン地域教育学区 – 2012年は第293位、2008年は第280位
- アッパーアダムズ教育学区 – 2012年は第272位、2008年は第274位

### チャーター・スクール
- ゲティスバーグ・モンテッソリ・チャータースクール – ゲティスバーグ、幼稚園生から6年生
- ビダ・チャータースクール – ゲティスバーグ、幼稚園生から6年生

### 私立学校
2012年4月時点で、ペンシルベニア州教育省に登録される私立学校は次の通りである。
- アダムズ郡クリスチャン・アカデミー – ゲティスバーグ
- アナンシエーションBVM学校 – マクシェリーズタウン
- デローン・カトリック高校 – マクシェリーズタウン
- フォレストレーン・メノナイト学校 – ゲティスバーグ
- フリーダム・クリスチャン学校 – ゲティスバーグ
- ゲティスバーグ SDA 教会学校 – ゲティスバーグ
- イマキュレイト・コンセプション BVM 学校 – ニューオックスフォード
- 独立バプテスト・デイスクール - ビグラービル
- JIL クリスチャン学校 – ビグラービル
- リトルズタウン・クリスチャン・アカデミー – リトルズタウン
- オックスフォード・クリスチャン・アカデミー - ニューオックスフォード
- パラダイス学校 - アボッツタウン
- セイクレッドハート学校 – ハノーバー
- セントフランシス・ザビエル学校 – ゲティスバーグ
- セントジェームズ・チャイルドケアセンター - ゲティスバーグ
- セントジョセフ・アカデミー・プレスクール - マクシェリーズタウン

### 中間ユニット
リンカーン中間ユニット（第12）にはアダムズ郡、フランクリン郡、ヨーク郡が含まれている。この機関は教育学区、家庭教育を受けた生徒、私立学校を管轄し、特別教育、複合購買、教育法を提供している。サマー・アカデミーを実施し、才能ある成績の良い生徒の個人的需要に合わせた芸術と学業の授業を行っている。他にもカリキュラム・マッピング、学校雇員のための専門性開発、成人教育、非公開授業、事業サービス、移民と英語が第二言語の者向け講習、授業法講習、特別教育、管理法講習、技術講習を行っている。高校卒業資格を得たい成人向けに一般教育開発プログラムや読み書きプログラムもある。この中間ユニットは13人の委員会で運営され、各委員は25の教育学区から選ばれた地方教育委員会の委員である。任期は3年間である。州内には29の中間ユニットがある。教育学区、州および連邦政府の特別予算と認証により資金が手当てされている。中間ユニットには課税権が無い。

## 著名な出身者
- ドワイト・D・アイゼンハワーとマミー・アイゼンハワー; ゲティスバーグ郊外にある隠棲家屋はアイゼンハワー国立歴史史跡として保存されている。
- エディ・プランク（1875年-1926年）、メジャーリーグベースボール選手、投手、左投手での勝利数第3位、1946年にアメリカ野球殿堂入りした

## 公園とレクリエーション
郡内の州立公園は1つである。
- カレドニア州立公園、タデウス・スティーブンスが所有していた溶鉱炉に因んで名付けられた。一部は隣のフランクリン郡に入っている。チェンバーズバーグとゲティスバーグを結ぶアメリカ国道30号線沿いにある